# Paracyclops yeatmani
Paracyclops yeatmani är en kräftdjursart som beskrevs av Daggett och Davis 1974. Paracyclops yeatmani ingår i släktet Paracyclops och familjen Cyclopidae. Inga underarter finns listade i Catalogue of Life.